# Maaike Martens
Maaike Martens (Amsterdam, 5 mei 1976) is een Nederlandse actrice en zangeres.

## Loopbaan
Martens studeerde in 2005 af aan de Amsterdamse Toneelschool & Kleinkunstacademie. Nog voor ze met haar opleiding begon, speelde ze bij de cabaretgroep Don Quishocking met de theatervoorstelling I Fossili. Andere voorstellingen waarin ze speelde, waren 50 Tinten... de parodie, Pumps & Penalties en De Marathon. In 2006 zong ze in het radioprogramma Spijkers met koppen het Spijkerlied. Op televisie is ze regelmatig te zien in Het Klokhuis. In 2007 trad ze met Youp van 't Hek op in de opzienbarende slotact van diens theatershow Schreeuwstorm. 
In 2017 bracht Martens haar debuutalbum Wie blijft hier uit, van de gelijknamige muzikale theatershow. Ze speelde in 2018 en 2019 moeder Ursula in de comedyserie De Luizenmoeder, in 2021 gevolgd door de film. Ook deed ze in 2025 mee aan seizoen 25 van Wie is de Mol?
Zij won in 2013 voor haar rol van prinses Máxima in de musical HEMA een Musical Award voor beste vrouwelijke hoofdrol in een kleine musical.   
Martens is de schoonzus van oud-profvoetballer Wim Kieft.

## Filmografie

### Film
- 2009: Spion van Oranje, als jonge Irma
- 2015: Dames 4, als Anne
- 2019: Verliefd op Cuba, als Machteld
- 2019: Project Gio, als Yvonne
- 2019: Waar is het grote boek van Sinterklaas?, als Julie
- 2020: Onze Jongens in Miami, als Angie
- 2021: Luizenmoeder, als Ursula
- 2022: Zwanger & Co, als Annet
- 2023: Happy Single, als Tess
- 2024: Rokjesnacht
- 2025: Red Flags, als Irene

### Televisie
- 2004–heden: Het Klokhuis
- 2005: Kinderen voor Kinderen
- 2009: De Badgasten
- 2009: De co-assistent, als Charissa Joolen (1 aflevering)
- 2011: Villa Achterwerk
- 2014: Ramses, als Toos (2 afleveringen)
- 2015: Dokter Tinus, als Lotte (1 aflevering)
- 2015–2016: SpangaS, als Margriet Evers (33 afleveringen)
- 2016: Welkom in de jaren 60
- 2017: Dwars Door De Week
- 2017: De mannentester, als Sjaan van Brugge (1 aflevering)
- 2018: Flikken Maastricht, als Elise Witmans (1 aflevering)
- 2018–2019: De Luizenmoeder, als Ursula
- 2019: DNA, als Isabel Arends
- 2020: Het Sinterklaasjournaal, als schooldirecteur
- 2022: Scrooge Live, als Bobbie Cratchit
- 2023: Hockeyvaders, als Suzanne El Ghazi
- 2023: De Poli, als Dana
- 2023: Cast, als talkshowhost Maaike
- 2024: Nieuw Zeer, verschillende rollen
- 2025: Wie is de Mol?, seizoen 25

## Theater
- 1998–2000: Op Sterk Water impro-comedygroep
- 2001: I Fossili
- 2001–2005: Paradevoorstellingen met Niek Barendsen
- 2004–2005: Five Easy Pieces
- 2006–2007: Dag Lieve koe
- 2007: Schreeuwstorm (het bloemenmeisje Mariska in de theatertour van Youp van 't Hek)
- 2007: Cosi fan Tutte - Mozart
- 2007: Barbier van Sevilla - Rossini
- 2009: 169 huis
- 2009: Eva
- 2010: Het Klokhuis - The Roadshow
- 2012: Geen Idee Concerttour
- 2012: High Heels in Concert
- 2013: HEMA de Musical
- 2014: 50 tinten... de parodie
- 2015–2016: Pumps & Penalties
- 2017: De Marathon
- 2017–2018: Wie blijft hier
- 2025: De geheime tuin

## Radio
- 2006: Spijkers met koppen - het Spijkerlied

## Discografie
- Dat er ruimte is (single, 2015)
- Het gaat niet over (single, 2017)
- Wie blijft hier (album, 2017)
- Vriendinnen (single, 2018)